# Санта-Мария-Нуова
Санта-Мария-Нуова (итал. Santa Maria Nuova) — коммуна в Италии, располагается в регионе Марке, в провинции Анкона.
Население составляет 4156 человек (2008 г.), плотность населения составляет 230 чел./км². Занимает площадь 18 км². Почтовый индекс — 60030. Телефонный код — 0731.
Покровителем населённого пункта считается святой Антоний Падуанский.

## Демография
Динамика населения:

## Администрация коммуны
- Официальный сайт: https://web.archive.org/web/20090923024719/http://www.comune.santamarianuova.an.it/Engine/RAServePG.aspx